# Angelica Ljungqvist
Angelica Elsa Birgitta Ljungqvist (* 20. Dezember 1974 in Danderyd) ist eine ehemalige schwedische Volleyball- und Beachvolleyballspielerin.

## Karriere Hallenvolleyball
Ljungqvist spielte in ihrer Jugend beim heimischen Vallentuna VBK. Von 1993 bis 1996 spielte sie bei den Rainbow Wahine an der University of Hawaiʻi at Mānoa, mit denen sie 1996 Vizemeisterin der US-amerikanischen National Collegiate Athletic Association wurde. Nach einer Saison in der brasilianischen Superliga beim VC Dayvit spielte die Mittelblockerin beim türkischen Spitzenklub VakıfBank Ankara, mit dem sie 1999 das Finale der europäischen Champions League erreichte. Danach spielte Ljungqvist mehrere Jahre bei italienischen Vereinen und zwei Saisons bei RC Cannes, mit dem ihr 2004 und 2006 jeweils das Double aus französischer Meisterschaft und Pokalsieg gelang. Nach einer Saison 2006/07 in Japan bei Toyota Auto Body Queenseis beendete sie ihre Hallenkarriere.
Ljungqvist spielte auch 58 mal in der schwedischen Nationalmannschaft.

## Karriere Beachvolleyball
Seit 2002 spielte Ljungqvist auch Beachvolleyball auf der FIVB World Tour an der Seite von Annika Granström. Die beiden Schwedinnen gewannen zweimal die nationale Meisterschaft und nahmen auch an der Europameisterschaft 2002 in Basel und an der Weltmeisterschaft 2003 in Rio de Janeiro teil. Nach dem Ende ihrer Hallenkarriere 2007 konzentrierte sich Ljungqvist auf Beachvolleyball. Mit Karin Lundqvist hatte sie 2008 mit Platz fünf beim Grand Slam in Gstaad ihr bestes Ergebnis auf der World Tour. Hinzu kamen zwei weitere fünfte Plätze bei den FIVB Open-Turnieren in Myslovice und Sanya. 2009 nahmen Ljungqvist/Lundqvist an der Weltmeisterschaft in Stavanger teil. 2010 war Åsa Gustavsson Ljungqvists Partnerin.

## Berufliches
Ljungqvist studierte auf Hawaii Politikwissenschaft und in Stockholm Jura. Sie beherrscht fünf Sprachen und arbeitete auch als Lehrerin sowie als Kommentatorin für das schwedische Fernsehen bei den Volleyballwettbewerben der Olympischen Spiele 2008 und 2012. Seit 2017 ist sie Co-Trainerin der Rainbow Wahine Hawaii.